# 서울 진관사 독성도
진관사 독성도(津寬寺 獨聖圖)는 서울특별시 은평구 진관외동에 위치한 진관사의 독성각에 봉안된 독성도이다. 2002년 3월 15일 서울특별시의 문화재자료 제12호로 지정되었다.
진관사는 고려 현종이, 왕위에 오르기 전 자신의 목숨을 구해준 진관조사의 은혜에 보답하기 위해 지은 절로서 조선시대에는 수륙재의 근본 도량이었다. 현재 대웅전과 명부전을 비롯해 홍제루, 동정각, 나한전, 독성각, 칠성각, 나가원, 객실 등의 건물이 있다.

## 지정 사유
이 독성도(獨聖圖)는 가로로 긴 화면에 민화풍(民畵風)의 산수를 배경으로 독성(獨聖)과 시자(侍者), 동자(童子) 등을 그린 것으로서 가로가 2m가 넘는 대작에 속한다. 이 불화는 19세기말～20세기초 경기도 일원에서 활약하던 화승(畵僧) 경선당(慶船堂) 응택(應釋)이 그린 독성도(獨聖圖)로서 홍순모(洪淳謨)와 상궁(尙宮) 이씨(李氏)의 시주에 의해 1907년에 제작된 것이다.
이 그림은 주황색이 주조(主調)을 이루는 가운데 감청색과 녹색이 간색(間色)으로 쓰였는데, 전체적으로 채색이 탁하게 되어 있다. 화면의 중앙에는 늙은 비구가 정면을 향하여 앉아 있고 그 좌우에 시자(侍者)와 동자(童子)가 시립(侍立)하고 있다. 늙은 비구(比丘)는 부처의 제자로 16나한(羅漢) 중의 한 분인 나반존자(那畔尊者)(빈두로존자, 賓頭盧尊者)로서 선홍색과 청색으로 채색된 옷을 입고, 왼손에는 석장(錫杖)을 들고, 한 무릎을 괸 채 앉아 있는 백발이 성성한 노비구(老比丘)의 모습으로 표현되었다. 그림의 배경은 나반존자(那畔尊者)가 거주하던 남인도(南印度)의 천태산(天台山)을 묘사한 것으로 보이는데, 특히 화면의 향좌측 가장자리에 그려진 청록색의 소나무와 산악 등은 민화(民畵)에서 자주 묘사되던 모티프이다.
1907년에 제작된 작품이지만, 전체적으로 필선이 유려하며 작품성이 있는 예이다. 보존상태도 양호하다.

## 참고자료
- 서울 진관사 독성도 - 국가유산청 국가유산포털
- 본 문서에는 서울특별시에서 지식공유 프로젝트를 통해 퍼블릭 도메인으로 공개한 저작물을 기초로 작성된 내용이 포함되어 있습니다.